# صديق (يهودية)
الصديق ((بالعبرية: צַדִּיק)، تزاديك، "الصالح، الصديق) هو لقب في اليهودية يطلق على أفراد يعتبروا صالحين، مثل شخصيات الكتاب المقدس وحكماء الروحانية. جذر كلمة صديق في العبرية، هي ص - د - ق (צדק)، والتي تعني "العدالة" و " البر ". عندما يطبق على امرأة من الصالحين، يستعمل المؤنث صديقة (الصديقة).

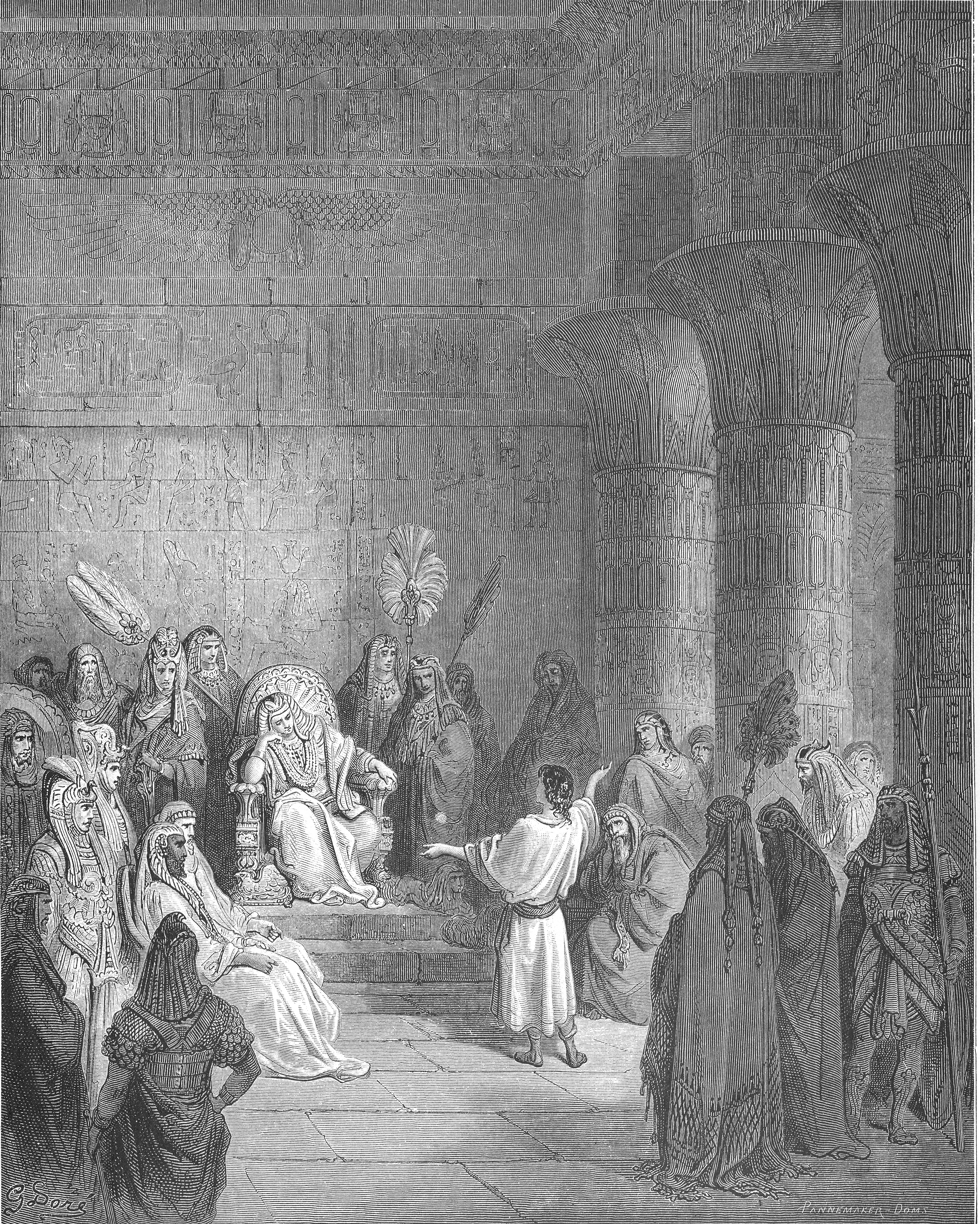
يفسر النبي يوسف حلم فرعون (تكوين 41: 15–41). من شخصيات الكتاب المقدس في اليهودية، ويسمى يوسف عادة بالصديق. وحيث عاش البطريرك بشكل خارق كشعب رعاة، فإن جودة البر تتناقض أكثر في قداسة يوسف وسط العالم الخارجي. في الكابالا ، يجسد يوسف سفيرت اليسود، والاتصال السفلي الهابط للروحانية إلى المادية، والدور الاجتماعي للتساديك في اليهودية اليهودية.

## الصالحين المخفيين
يقول التلمود أن في كل زمن، هناك على الأقل صالحا مخفيا (تزايكوم نيستاريم) يعيشون بيننا في جميع الأوقات. هم مجهولون، ومن أجلهم وحدهم لا يدمر العالم. يقدم التلمود القبالة العديد من الأفكار حول طبيعة ودور هؤلاء الـ 36 الصالحين. في التقليد اليهودي يطلق عليهم «لاميدفوفنيسك»، من القيمة العددية للعدد 36 بحسب علم الأعداد اليهودي. عند الحسيديين لا يعتبرون هؤلا الصالحين الـ36 بالضرورة غير معروفين. وموهم يعتبرون الحاخام الحسيدي من هؤلاء الصالحين حيث يمكن إخفاء عظمتهم الحقيقية وراء تصور أتباعهم المخلصين.

## صالح الجيل
يلتزم الحسيديين بالاعتقاد بوجود شخص يلد في كل جيل ليصبح صالحا، أو المسيح الموعود لذلك الجيل، إذا كان الشعب اليهودي يضمن مجيئه. يُعرف هذا المرشح باسم صالح الجيل (تزاتيك ها-دور).

## إداء المعجزات
في حين أن التعريف أعلاه للصديق لا يشترط الضرورة القدرة على أداء أو استدعاء المعجزات، فغالبا ما يستخدم المصطلح بشكل فضفاض في التلمود للإشارة إلى أولئك الذين حققوا التميز بالتقوى والقداسة بشكل خاص. في هذا السياق، تعتبر صلوات الصديق قوية بشكل خاص، إذ يقول التلمود: «إن الصديق يطلب والمقدس (يهوه) ينفذ». تماشيا مع القول التلمودي المأثور: الربان جمليئيل ابن الحاخام يهوذا الناسي كان يقول: «يجعل إرادته إرادتك، وانه يجعل إرادتك كإرادته.» 

## روابط خارجية
- Kuntres HaHishtatchus مامار الكلاسيكية شرح أهمية زيارة قبر تزادديك. (باللغة الإنجليزية) chabad.org
- معنش لاشون ترجمة إنجليزية للصلوات التي تقال في قبر الصديقين.
- مصادر التوراة بخصوص تزادكيم
- دلالات كابرتيكال السفيرات يسود من inner.org
- دلالات البعد الداخلي لـ اليسود: حقيقة الإميت من inner.org
- «روح الحياة: The Complete Neffesh Ha-chayyim» (2012)، الأمازون، (ردمك 978-0615699912)